# Alitalia

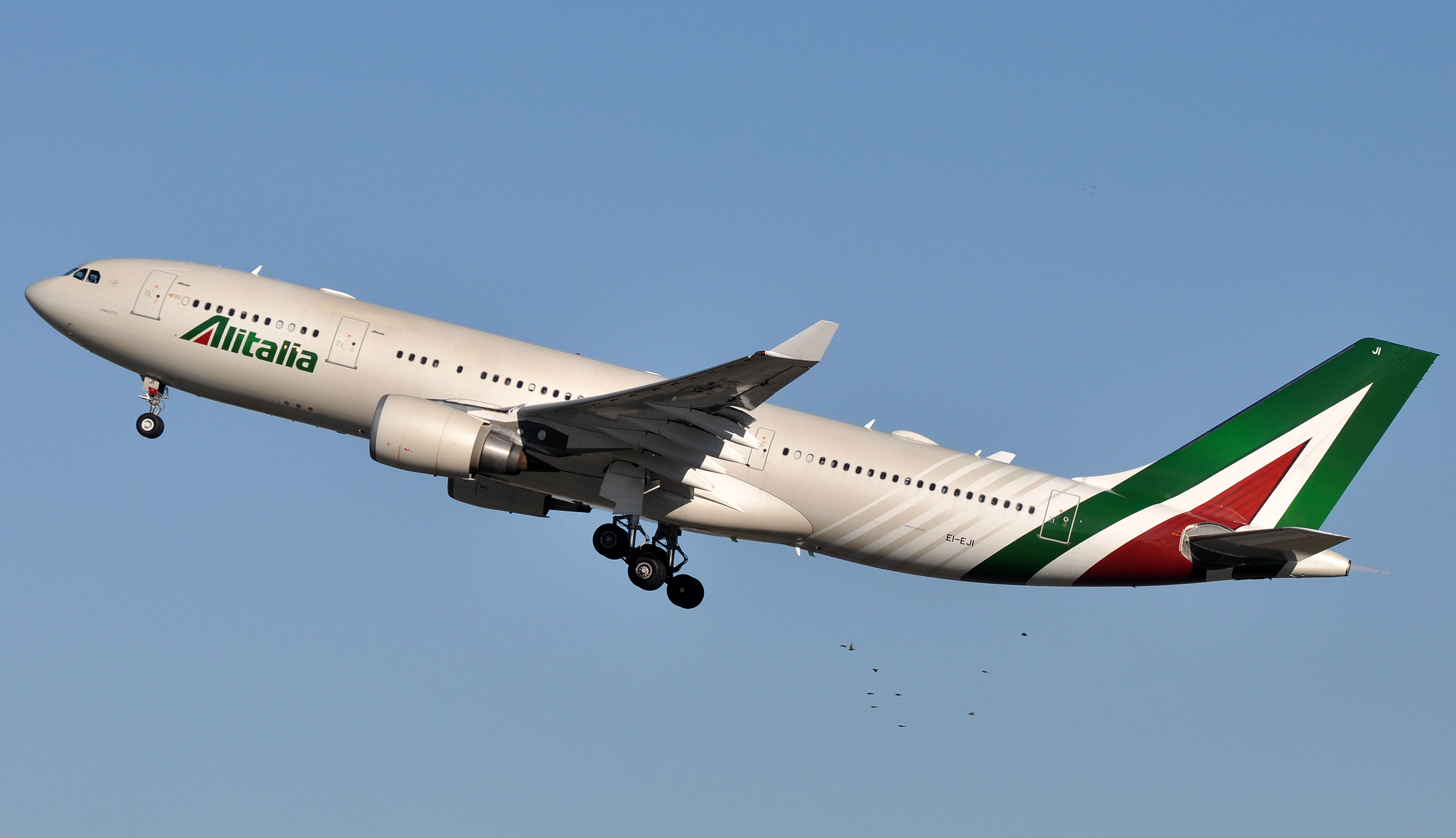
Alitalia A330-200 EI-EJI (Roma)

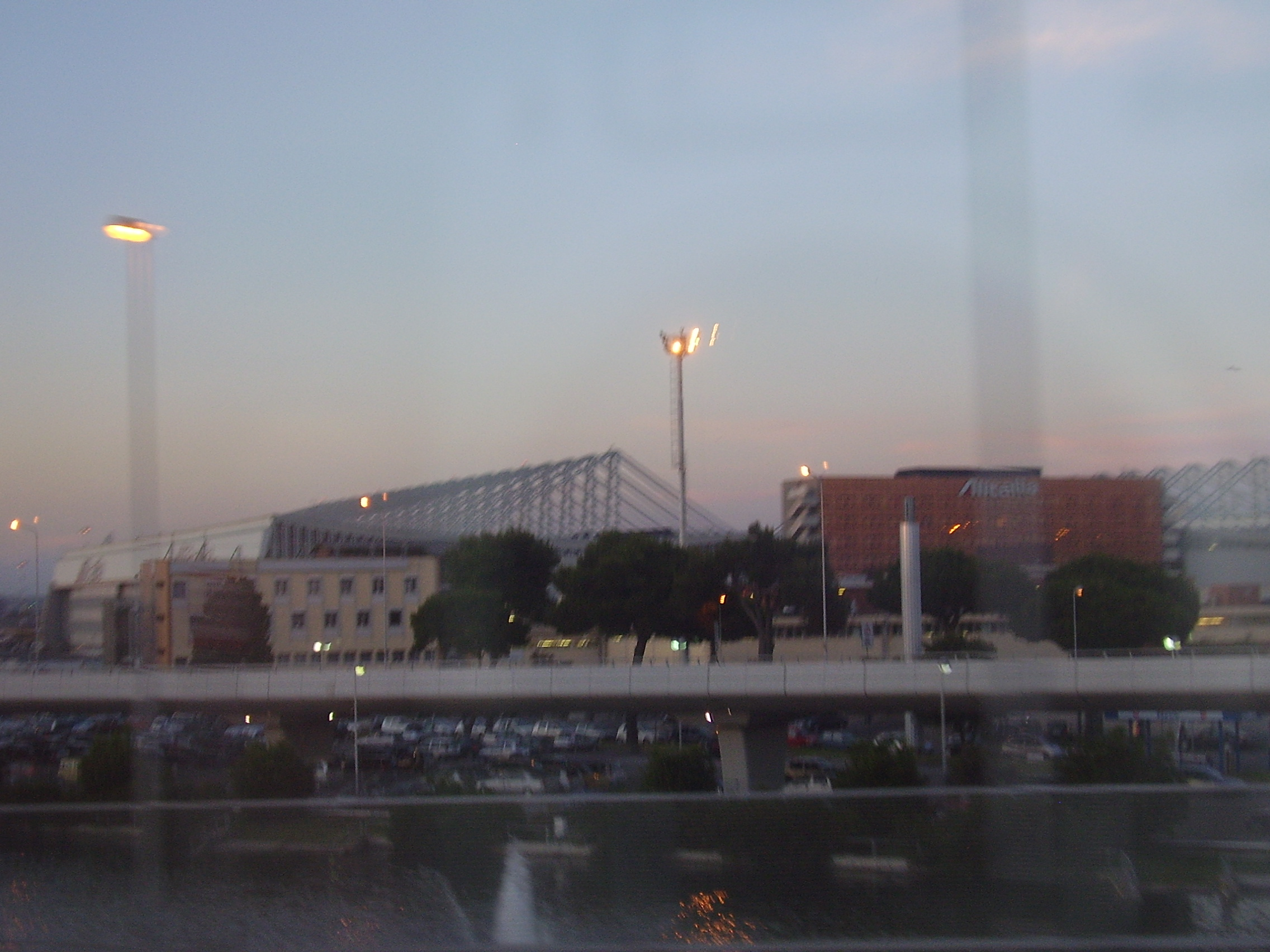
Trụ sở Alitalia ở Fiumicino

Alitalia là một hãng hàng không của Ý. Hãng này lấy tên gọi, quyền hạ cánh, nhiều máy bay và tài sản từ vụ phá sản của Alitalia-Linee Aeree Italiane và toàn bộ Air One. Trụ sở chính công ty đóng ở Fiumicino, Ý. Căn cứ hoạt động chính nằm ở sân bay Leonardo da Vinci-Fiumicino, Roma.
Từ Roma, hãng có 27 tuyến bay nội địa và 53 tuyến bay quốc tế đến 38 quốc gia châu Phi, châu Mỹ, châu Á và châu Âu. Đây là hãng hàng không vận chuyển hàng khách lớn thứ 19 thế giới tính theo quy mô đội tàu bay.
Hãng hàng không đã được đưa vào diện giám sát đặc biệt kể từ năm 2017 sau nhiều năm không có lợi nhuận. Vào ngày 24 tháng 8 năm 2021, Alitalia thông báo rằng hãng sẽ ngừng hoạt động vào ngày 15 tháng 10 năm 2021, và những hành khách có vé cho các chuyến bay muộn hơn có thể lên lịch lại chuyến bay sớm hơn hoặc yêu cầu hoàn tiền. Vào ngày 15 tháng 10 năm 2021, các hoạt động và tài sản của hãng được chuyển giao cho ITA Airways, một hãng hàng không quốc doanh mới.